# Morelia bredli
Morelia bredli là một loài rắn trong họ Pythonidae. Loài này được Gow mô tả khoa học đầu tiên năm 1981.

## Hình ảnh

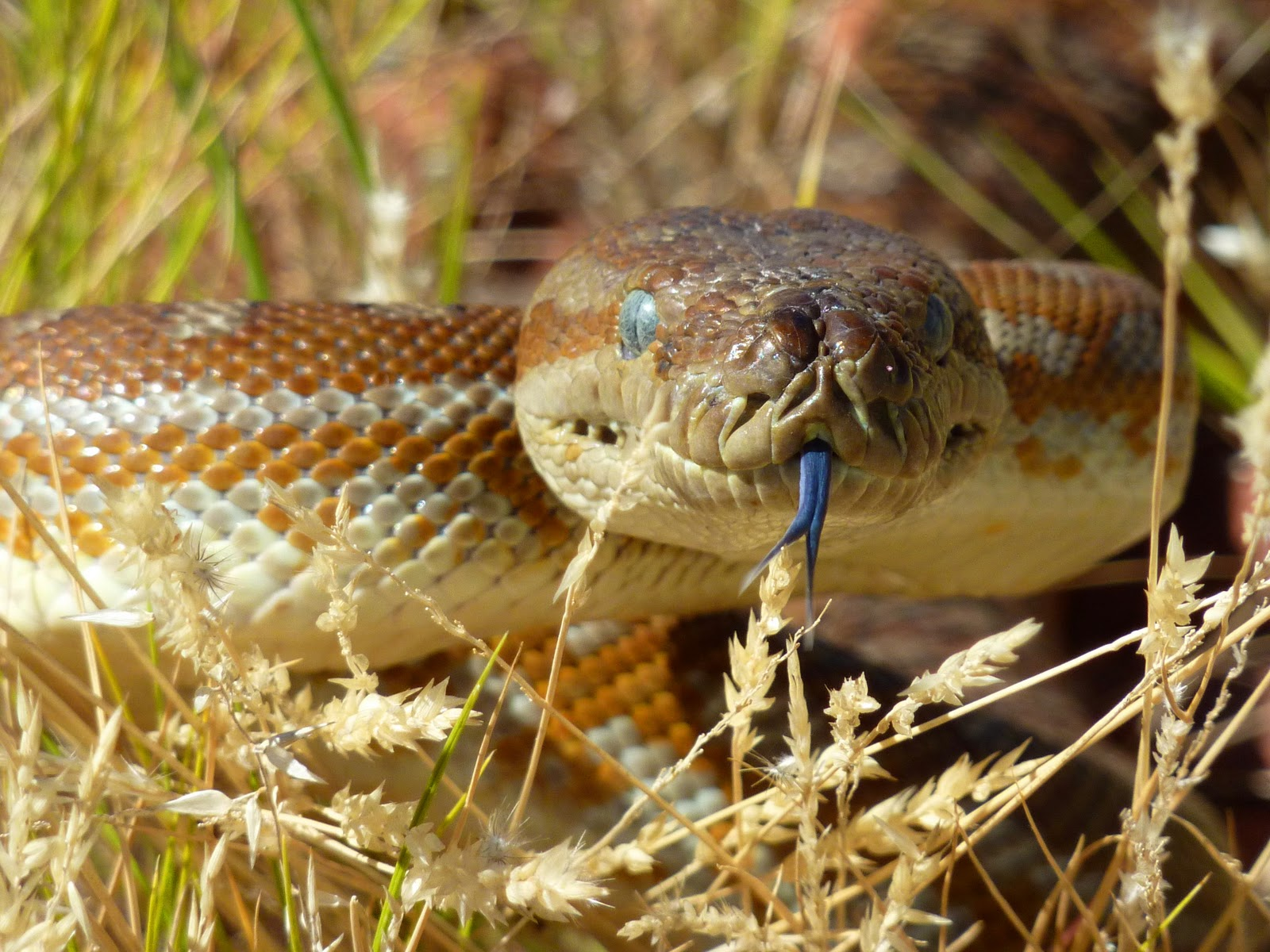
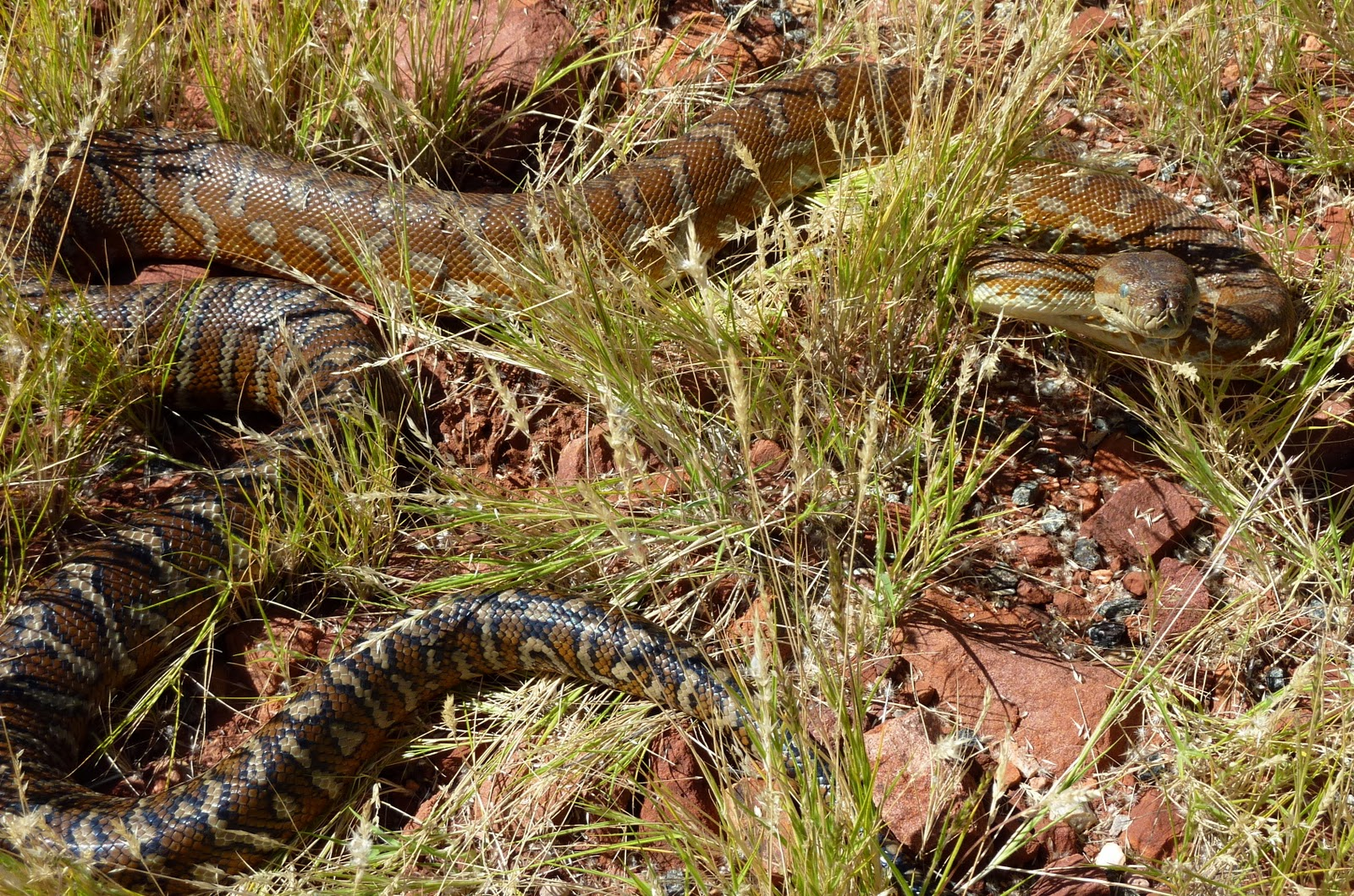
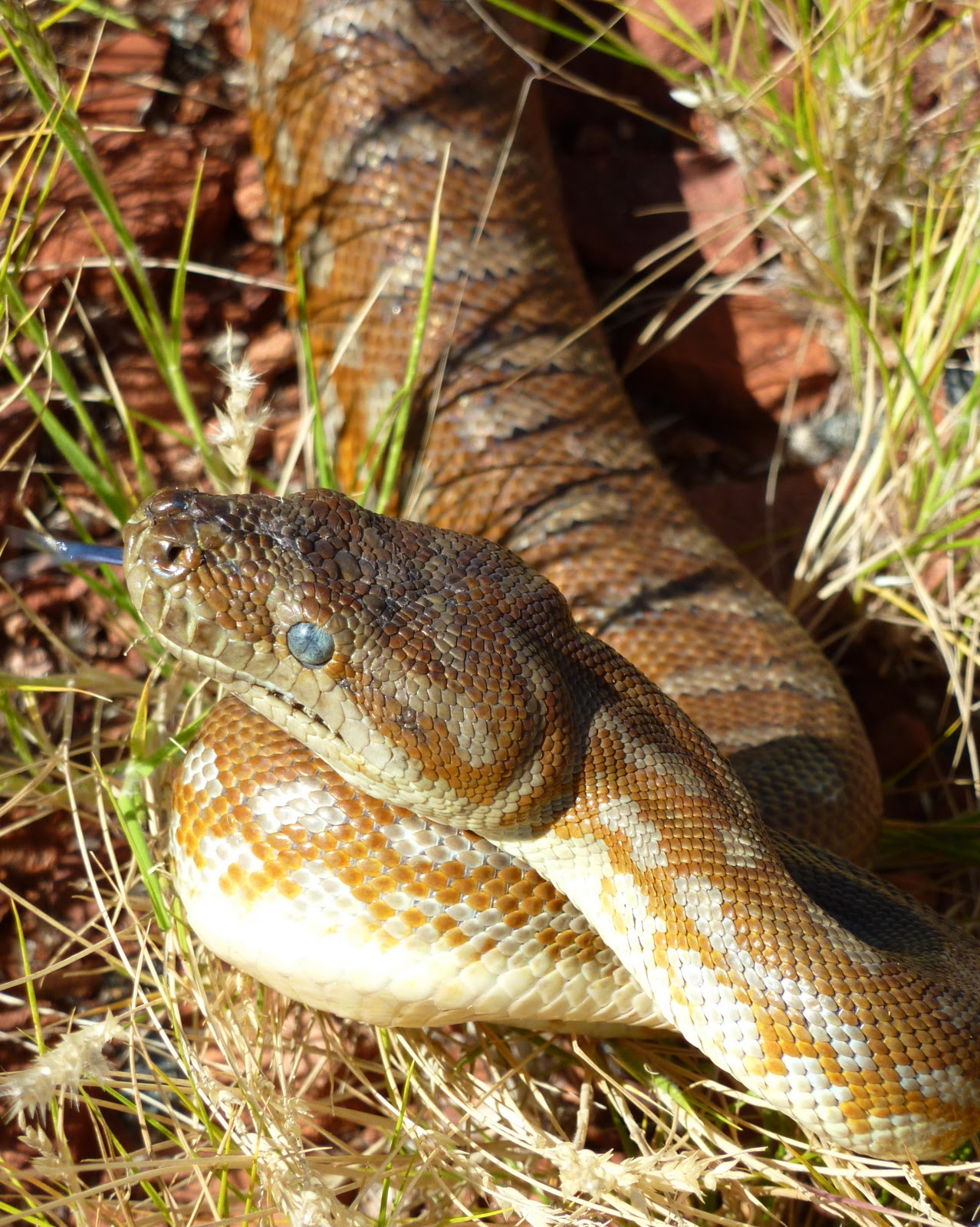
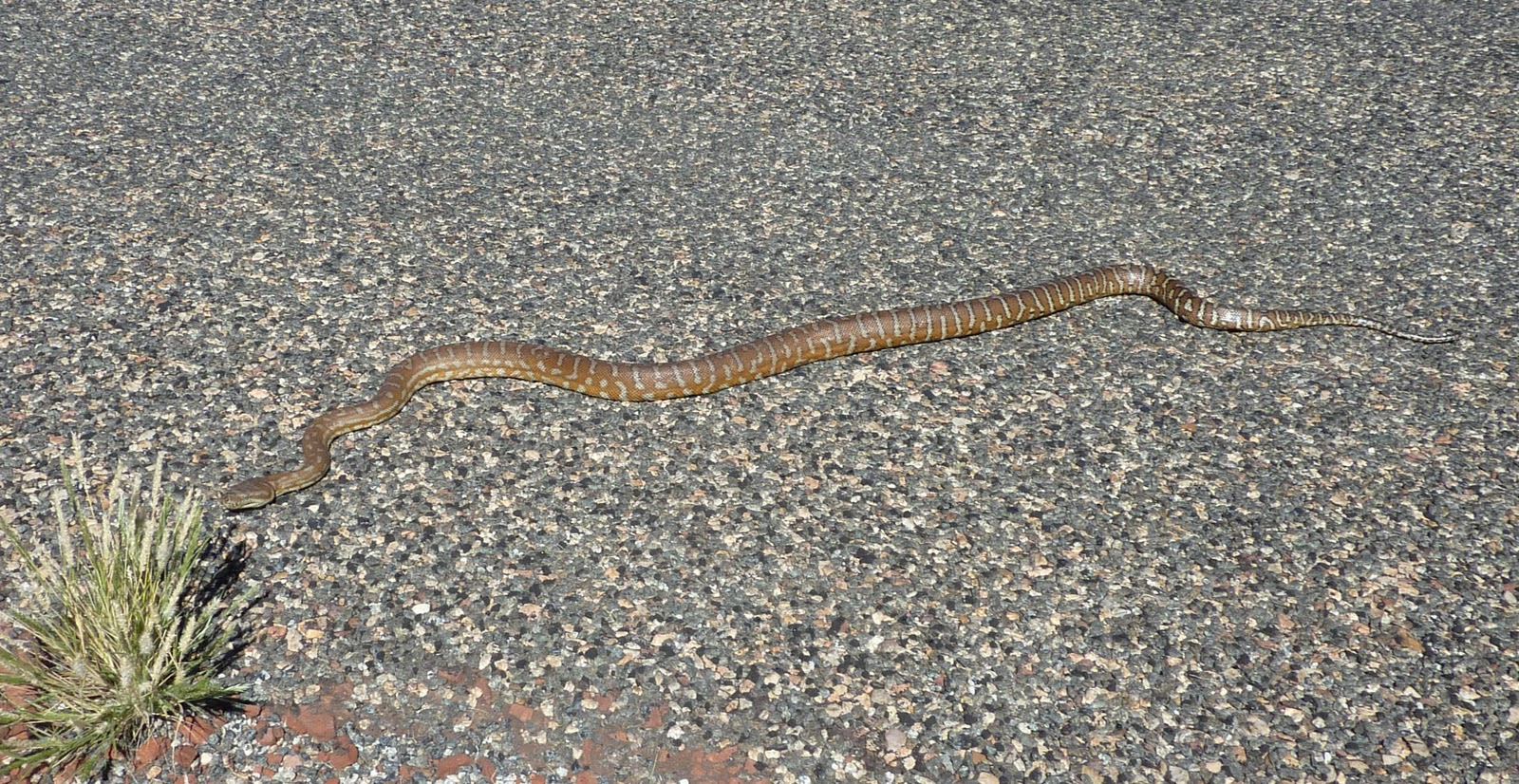